# Seconda dinastia di Isin

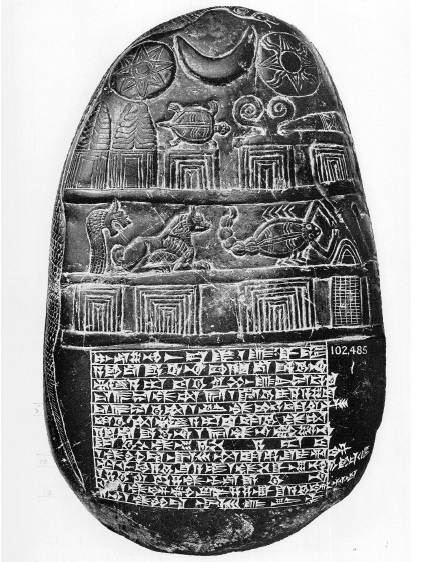
Il cosiddetto "kudurru di Gula-Eresh" (BM 102485) in pietra calcarea, del periodo del re Enlil-nādin-apli, quinto re della Seconda dinastia di Isin. I kudurru erano documenti in pietra usati come cippi di confine o documenti amministrativi. Gula-Eresh è il nome di un cittadino beneficiario di una concessione terriera, i cui termini sono illustrati nel kudurru.

La Seconda dinastia di Isin (o Isin II) è la quarta delle tradizionali dieci dinastie babilonesi (vedi Lista reale babilonese). Il più importante re di questa dinastia fu Nabucodonosor I (1125-1104 a.C.).
La dinastia di Isin si inquadra in un periodo in cui la Babilonia è preda di un costante declino e ingaggiata in un estenuante conflitto con i tradizionali avversari, l'Assiria e l'Elam. Questa contrapposizione aveva preso piede a partire dal XIV secolo, tra Babilonia cassita, Regno medio-assiro e Regno medio-elamico, e aveva raggiunto un sostanziale equilibrio, mentre la parte più occidentale del Vicino Oriente antico (Siria e Anatolia) era sconvolta dall'arrivo dei Popoli del Mare (1200). Isin II succede alla Dinastia cassita, in un periodo di complessivo declino, in cui notevole è la progressiva infiltrazione di genti aramee.

## Storia
La spedizione del re assiro Ashur-dan I favorì il crollo della Dinastia cassita a Babilonia. Fu infatti in questo quadro che decise di intervenire il re elamita Shutruk-Nakhunte I. Questi prese Babilonia e tornò a Susa con un pingue bottino, che comprendeva la Stele di Naram-Sin, il Codice di Hammurabi e l'Obelisco di Manishtushu. Shutruk-Nakhunte pose il figlio Kutir-Nakhunte sul trono di Babilonia: fu in questo periodo che si andò formando un regno nel sud mesopotamico, con centro ad Isin. Nei successivi tre anni, gli Elamiti causarono tremende distruzioni a Babilonia; a Kutir-Nakhunte è attribuito anche il furto delle statue di culto: oltre a quella di Marduk, fu sottratta anche quella di Nanâ da Uruk.
Con la caduta della dinastia cassita, dunque, gli Elamiti occuparono parte della Bassa Mesopotamia. Non è chiaro come i primi re della II dinastia di Isin riconquistarono l'indipendenza. Pure, essi furono in grado di dare vita ad una dinastia che sarebbe durata dal 1157 al 1026 a.C.
Il re più significativo di questa dinastia fu il quarto, Nabucodonosor I (Nabû-kudurri-uṣur). A lui si deve la definitiva cacciata degli Elamiti, con una battaglia narrata su un kudurru con il quale il re assicurava al capo militare Lakti-Shikhu (o Lakti-Shipak, nome un tempo interpretato come Ritti-Marduk) terra e funzioni politiche. La battaglia fu preceduta da una fitta attività diplomatica tesa a portare dalla propria parte le varie popolazioni che abitavano quella striscia di terra tra il confine dell'Elam e il basso Tigri. A Nabucodonosor si deve anche il recupero della statua di Marduk a Susa. Nabucodonosor ebbe agio di qualificarsi nelle proprie iscrizioni come re "pio", mentre l'"esilio" di Marduk in Elam fu interpretato dalla teologia babilonese come volontario e in ultima analisi benefico. Il regno di Nabucodonosor significò, in effetti, anche una svolta in ambito religioso. È forse al suo regno che risale il collocamento ufficiale di Marduk al vertice del pantheon mesopotamico, così come quello di Babilonia al centro dell'universo. Questa ideologia di Stato, segnata dalla scrittura (o riscrittura) del poema Enūma eliš, avrebbe accompagnato il regno babilonese fino a quando esso mantenne la propria indipendenza.
Nonostante la riuscita cacciata degli Elamiti, ottenuta definitivamente con Nabucodonosor, insieme alla conquista dell'area tra il Tigri e gli Zagros, la portata internazionale di Babilonia con Isin II appare inferiore rispetto ai tempi della Dinastia cassita. Spentesi le relazioni con l'Egitto e con Khatti, Babilonia si concentrò in questo periodo in un estenuante scontro con l'Assiria nell'area tra i fiumi Diyala e Zab inferiore per la definizione dei reciproci confini.
Dopo Nabucodonosor, la dinastia continuò stancamente per quasi tutto l'XI secolo, in un periodo di grande instabilità politica e declino generale, in cui l'incipiente penetrazione di popolazioni nomadiche semite (gli Aramei) rendeva sempre più difficile al potere centrale il controllo delle campagne. Risultano compromesse anche le tradizionali vie commerciali babilonesi, quella sul medio Eufrate che conduceva alla Siria e quella sul Golfo Persico verso Dilmun. Il commercio babilonese si concentrò dunque sul Luristan, con l'importazione di manufatti in bronzo (e in vista di questi commerci con le popolazioni montanare vanno visti i reiterati conflitti con gli Assiri nell'area pedemontana degli Zagros). Un altro fattore di crisi fu lo spostamento del letto dell'Eufrate verso ovest, che ridusse le risorse idriche di diverse città e compromise a lungo la produzione agricola. Non è forse un caso che, tra l'XI e il IX secolo, le fonti testuali diminuiscano sensibilmente: è un periodo di generale riduzione della densità demografica e del grado di urbanizzazione, con un relativo aumento della popolazione insediata in villaggio.
Con il crollo delle relazioni diplomatiche mesopotamiche, determinato dall'avvento dei Popoli del Mare, il babilonese si avviò a perdere il proprio statuto di lingua veicolare internazionale. In Occidente si andava nel frattempo sviluppando la scrittura alfabetica e quando, solo diversi secoli dopo, con il regno neo-assiro, si renderà nuovamente necessaria una lingua veicolare per la diplomazia internazionale, questo ruolo sarà coperto dall'aramaico.

## Fonti
La Lista reale A ci informa di una palê Ishin (dinastia di Isin; talvolta il nome della città è reso con il logogramma PA.ŠE – quindi la dinastia è indicata anche come BALA PA.ŠE), ma gli accademici moderni la chiamano II dinastia di Isin (o Isin II), per distinguerla da una I dinastia di Isin che governò su Babilonia tra il crollo di Ur III (2004 a.C.) e l'affermarsi di Babilonia come centro indipendente (1880 a.C.). A differenza dei re della I dinastia di Isin, quelli della seconda non si fregiarono mai del titolo di re di Isin e nulla prova, allo stato, che Isin fosse realmente il centro di potere di questa dinastia o che sia divenuta ad un certo punto capitale. Sappiamo invece che in alcuni kudurru la posizione del governatore di Isin era spesso preminente, per cui è possibile che questa dinastia abbia effettivamente acquistato potere a Isin per poi trasferirsi a Babilonia. Sappiamo anche che i re della dinastia, una volta conquistato il potere, guardarono a Isin come ad un centro importante dell'area meridionale del regno e forse essa fu considerata come una sorta di seconda capitale, al pari della Nippur cassita (e anche l'archeologia sembra confermare che Isin, in quel periodo, acquistò popolazione, mentre Nippur fu progressivamente abbandonata, per poi risorgere soltanto nell'VIII secolo a.C.).
La lista dei re di Isin II è ricostruita soprattutto attraverso le liste reali A e C. La Lista reale A conta undici re per questa dinastia e indica una durata totale di 132 anni (o 133, secondo altre letture meno probabili) e 6 mesi.
La Lista reale C ci informa sui primi sette re.

## Lista dei re
| Re                   | accadico            | Inizio regno | Fine regno | Successione |
| -------------------- | ------------------- | ------------ | ---------- | --- |
| Marduk-kabit-ahheshu | Marduk-kabit-aḫḫēšu | 1154         | 1140       | Successione non chiara; nome e durata del regno di questo re sono stati tratti dalla Lista reale C |
| Itti-Marduk-balatu   | Itti-Marduk-balāṭu  | 1139         | 1132       | Figlio di Marduk-kabit-ahheshu; nome e durata del regno di questo re sono stati tratti dalla Lista reale C |
| Ninurta-nadin-shumi  | Ninurta-nādin-šumi  | 1131         | 1126       | il nome è riportato nella Lista reale C; sincronismo attestato con il re assiro Assur-resh-ishi I |
| Nabucodonosor I      | Nabû-kudurri-uṣur   | 1125         | 1104       | Figlio di Ninurta-nadin-shumi; sincronismo attestato con il re assiro Assur-resh-ishi I e con il re elamico Khuteludush-In-Shushinak (1120-1100 ca.) |
| Enlil-nadin-apli     | Enlil-nādin-apli    | 1103         | 1100       | Figlio di Nabucodonosor I |
| Marduk-nadin-ahhe    | Marduk-nādin-aḫḫē   | 1099         | 1082       | Figlio di Ninurta-nadin-shumi e fratello di Nabucodonosor I, usurpò forse il trono di Enlil-nadin-apli, di cui era zio e che all'epoca era forse minore; la Lista reale C lo indica, forse per un errore scribale, Marduk-nadin-shumi; sincronismo attestato con il re assiro Tiglatpileser I |
| Marduk-shapik-zeri   | Marduk-šāpik-zēri   | 1081         | 1069       | Successione non chiara; la lettura del nome è stata stabilita in base alla Lista reale C e alla Cronaca di Tiglatpileser I; la Storia sincronica lo indica come Marduk-shapik-zer-mati, ma si tratta probabilmente di un errore dello scriba (che avrà scambiato il titolo MAN=šar, 're', per una parte del nome); sincronismo attestato con il re assiro Assur-bel-kala (o con Asharid-apil-Ekur) |
| Adad-apla-iddina     | Adad-apla-iddina    | 1068         | 1047       | Usurpatore, senza relazioni con gli altri re; la Storia sincronica riporta che Marduk-shapik-zer-«mati» fu messo sul trono di Karduniash dal re assiro Assur-bel-kala (ma la lettura è sintatticamente incerta) e che era figlio di Esagil-shaduni e quindi "figlio di nessuno"; la Nuova cronaca babilonese pone Adad-apla-iddina tra i re numero 7 e 12 della II dinastia di Isin, ma i nomi di tutti gli altri re cominciano con Marduk- o Nabu-; peraltro, la Lista sincronica ci informa che il settimo re della II dinastia di Isin si chiamava Adad-; la durata del regno di questo re (22 anni) è invece nota dalla Lista reale A, in cui però il nome del re è praticamente illeggibile; sincronismo attestato con il re assiro Assur-bel-kala (o con Asharid-apil-Ekur) |
| Marduk-ahhe-eriba    | Marduk-aḫḫē-erība   | 1046         | 1046       | Successione non chiara; la lettura del nome di questo re è incerta ed è stata stabilita, senza grandi certezze, sulla base di un kudurru, datato a quest'epoca sulla base di considerazioni paleografiche, che lo indica come Marduk-ahhe-eriba |
| Marduk-zer-X         | Marduk-zēra-[—]     | 1045         | 1034       | Successione non chiara |
| Nabu-shumlibur       | Nabû-šumu-libūr     | 1033         | 1026       | Successione non chiara; il nome è recuperato dalla Cronaca religiosa, in cui è presente un [Na]bû-šumu-lībur |

## Dinastie successive
La Lista reale A e la Cronaca dinastica offrono informazioni sostanzialmente simili sulle tre dinastie che succedono alla II dinastia di Isin. Si tratta della II dinastia del Paese del Mare, della Dinastia di Bazi e della Dinastia elamita, che insieme coprono un periodo di poco meno di 50 anni.